# Corpo ferruginoso

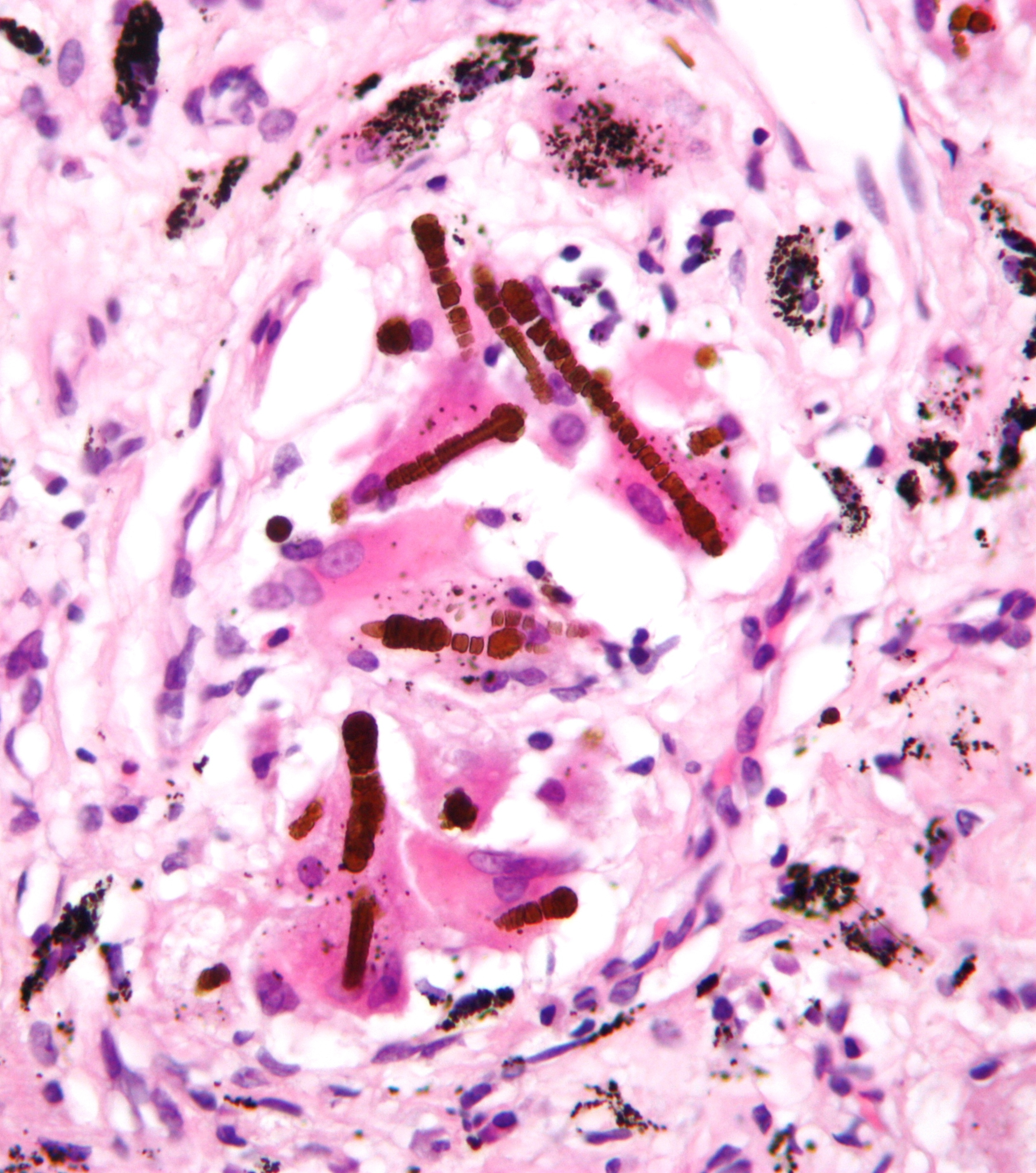
Corpos ferruginosos. Coloração H&E.

Um corpo ferruginoso (pl. corpos ferruginosos) é um achado histopatológico em doenças pulmonares intersticiais sugestivo de exposição ao asbesto (asbestose). A exposição ao asbesto está associada a ocupações da construção naval e civil, entre outras.
Eles aparecem como um pequeno nódulo de cor marrom nos septos alveolares. Os corpos ferruginosos são tipicamente indicativos de inalação de asbesto (quando a presença do asbesto é confirmada, eles são chamados "corpos de asbesto"). Nesse caso, eles são fibras de asbesto incapsuladas com um rico material ferroso derivado de proteínas como a ferritina e a hemossiderina. Acredita-se que os corpos ferruginosos são formados por macrófagos que fagocitaram e tentaram digerir essas fibras.

## Imagens adicionais

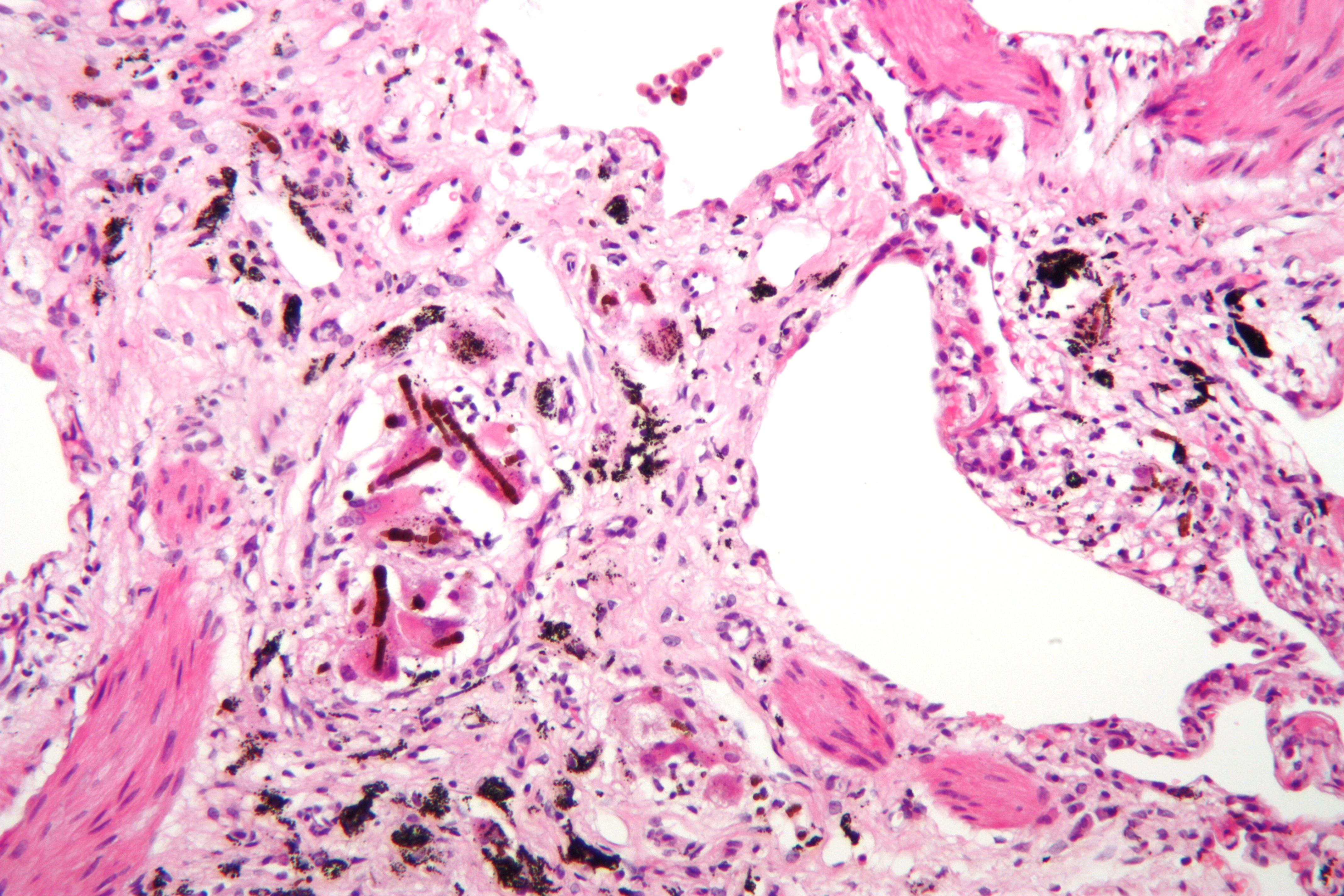
Micrografia de asbestose com corpos ferruginosos proeminentes. Coloração H&E.